# Otto Wuth
Otto Wuth (* 19. Mai 1885 in Ramsbottom, Bury; † 7. März 1946 in Garmisch-Partenkirchen) war ein deutscher Psychiater und im Zweiten Weltkrieg ranghöchster Militärpsychiater der Wehrmacht.

## Leben
Wuth, dessen Vater Chemiker war, absolvierte nach dem Ende seiner Schullaufbahn ein Studium der Medizin an der Universität München. Von 1911 bis 1914 war er als Assistenzarzt an der II. Medizinischen Klinik unter deren Leiter Friedrich von Müller tätig und war 1912 zum Dr. med. promoviert worden. Nach Ausbruch des Ersten Weltkrieges meldete er sich freiwillig zur Deutschen Armee und nahm als Sanitätsoffizier bis 1916 am Krieg teil.
Nach Kriegsende war er in Berlin-Dahlem am Kaiser-Wilhelm-Institut für experimentelle Therapie tätig. Er kehrte 1919 nach München zurück und leitete dort das Chemische Institut der Psychiatrischen Klinik zunächst unter Emil Kraepelin und ab Frühjahr 1924 unter dessen Nachfolger Oswald Bumke. Er habilitierte sich 1921 mit der Schrift: „Untersuchungen über körperliche Störungen der Geisteskranken“. Ende 1925 wurde er an der Münchner Universität zum Privatdozenten ernannt und als ao. Professor geführt.
Von 1925 an war er bereits an der Psychiatrischen Klinik der Johns Hopkins University in Baltimore im Rahmen eines Forschungsaufenthalts tätig. Er zog von dort 1927 in die Schweiz und war danach bis 1936 bei der Binswangerschen Kuranstalt Bellevue in Kreuzlingen beschäftigt. Auf Anregung von Wilhelm Gustloff wurde er 1934 zu einem Gründungsmitglied der Schweizer Auslandsorganisation der NSDAP/AO. Danach lebte er wieder in Deutschland und ließ sich zum Wintersemester 1935/36 nach Berlin umhabilitieren. Als Sanitätsoffizier der Wehrmacht trat er 1935 in den Dienst des Reichskriegsministeriums ein, wo er zunächst die Leitung des Physiologischen Laboratoriums übernahm. Von 1935 bis Ende September 1944 leitete er das Institut für Allgemeine Psychiatrie und Wehrpsychologie der Militärärztlichen Akademie. Wuth war in die Aktion T4 involviert und verteidigte die Krankenmorde.
Während des Zweiten Weltkriegs war er als Oberstarzt zudem Beratender Psychiater des Heeres-Sanitätsinspekteurs. Sein Nachfolger in diesen Funktionen wurde Max de Crinis. Ende Dezember 1944 schied er aus der Wehrmacht aus. Durch den von ihm entwickelten Ansatz des „psychopathischen Soldaten“ wurden Wehrmachtsangehörige mit „abweichendem Verhalten“ stigmatisiert und damit ausgegrenzt. Dazu gehörten insbesondere homosexuelle Soldaten, die auch auf seinen Rat hin rigoros von der Wehrmachtsjustiz verfolgt wurden.
Nach Kriegsende wurde Wuth Anfang März 1946 wegen Falschangaben im Fragebogen zu NS-Mitgliedschaften von einem US-Militärgericht in Garmisch-Partenkirchen zu einer einjährigen Gefängnisstrafe verurteilt. Kurz nach Antritt der Strafe suizidierte er sich durch Erhängen.

## Familie
Von 1915 bis 1927 war Wuth in erster Ehe mit der ältesten Tochter von Ernst Rehm, Karoline Rehm, verheiratet.  Aus dieser Ehe gingen drei Söhne hervor. Nach seiner Scheidung ging er Ende 1927 in Kreuzlingen eine zweite Ehe mit Hilda Milker ein. Zwei seiner Söhne starben 1941 bei Kriegshandlungen an der Front. Wuths dritter Sohn war geistig und körperlich behindert. Er überlebte die NS-Zeit.